# Friedrich Hans Koken
Friedrich Hans Koken (* 27. September 1883 in Hannover; † 17. Mai 1946 in Hildesheim) war ein deutscher Maler.

## Leben

### Familie
Hans Koken war der Sohn des Malers Paul Koken. Er heiratete die Malerin Gertrud Stegen (* 26. Juni 1888 in Hannover).

### Werdegang
Hans Koken studierte an der Kunstakademie in München ab dem 21. April 1911 unter Franz von Stuck und gab als Konfession evangelisch an.

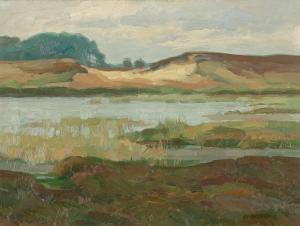
Das Kalte Fleet bei Eickeloh

Koken schuf vor allem Landschaftsmalereien im seinerzeit althergebrachten Stil. „Als erklärter Gegner der Moderne weigerte er sich, die Avantgarde der [19]20er Jahre anzuerkennen.“ 1926 wurde Koken Mitglied im Hannoverschen Künstlerverein.
In der Zeit des Nationalsozialismus war er Mitglied der Reichskammer der bildenden Künste. Für diese Zeit ist seine Teilnahme an 20 Gruppenausstellungen sicher belegt, darunter von 1937 bis 1942 jährlich die Große Deutsche Kunstausstellung in München. Er zeigte dort Landschaftsbilder, von denen Rudolf Heß und Heinrich Himmler drei erwarben.